# Lycurgus (Iowa)
Pour les articles homonymes, voir Lycurgus.
Lycurgus est une communauté non constituée en municipalité, du comté d'Allamakee en Iowa, aux États-Unis.
Le bureau de poste est inauguré en 1851 et fermé en 1907.